# 다사니

다사니 로고

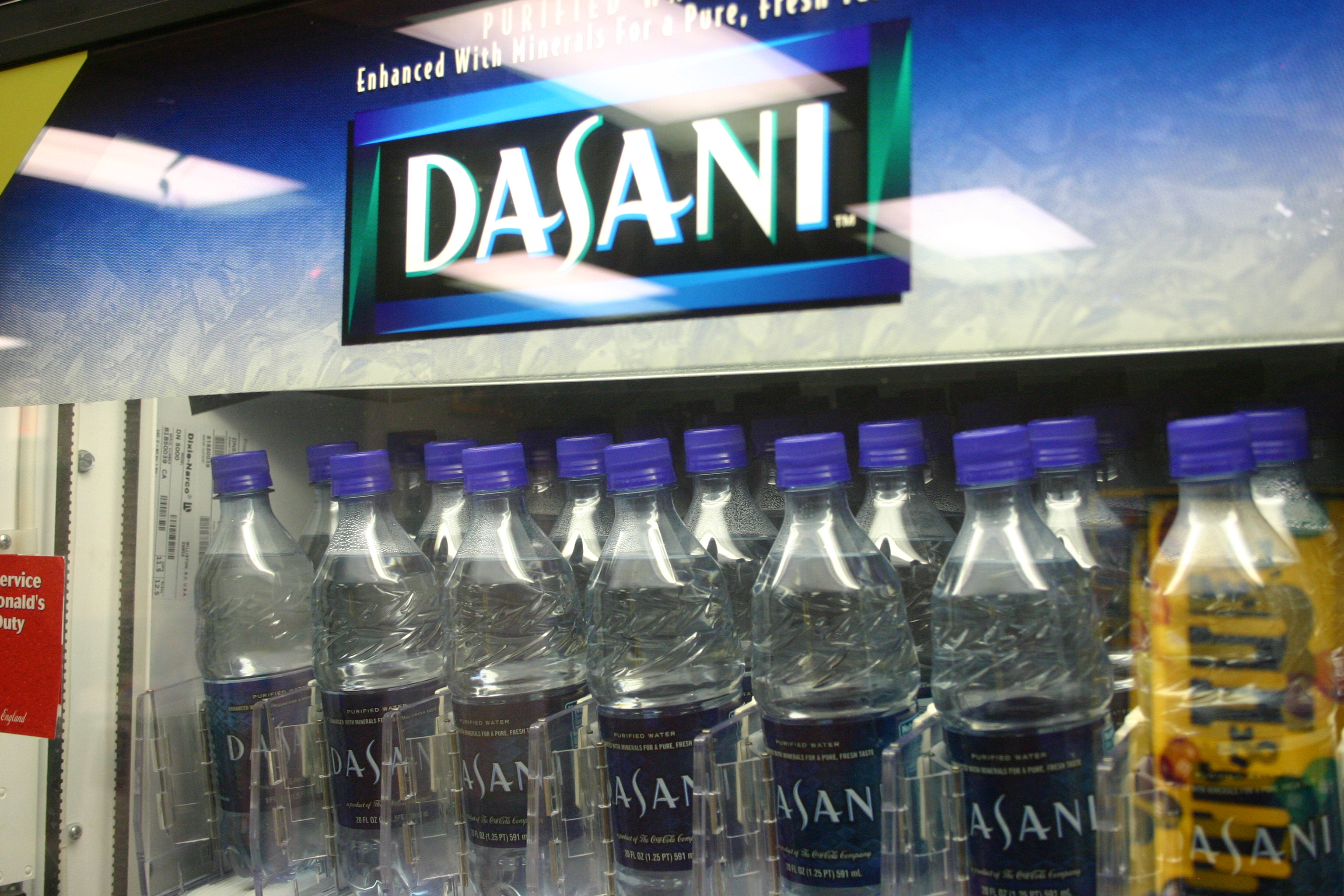
다사니 자판기

다사니(Dasani, IPA: [dəˈsɑːni], 더사니)는 코카콜라 컴퍼니에서 출시한 생수 브랜드로 세계에 팔리는 많은 코카콜라 생수 제품 브랜드 가운데 하나이다.

## 개요
다사니는 아쿠아피나(코카콜라의 경쟁사 펩시코가 생산)의 성공 이후에 1999년 도입하였다. 미국항공우주국(NASA)의 기술을 이용한 특수 처리 기술로 완벽하게 정화한 생수로 유명하다. 그러나 2004년 일부 시판 제품은 수돗물을 정화한 것에 불과한 것으로 드러나 물의를 빚었고, 영국 시장에서는 발암물질인 브론산염이 기준치 이상 검출되어 제품을 리콜하는 등 홍역을 치른 바 있다. 미국, 캐나다, 남아메리카, 유럽 세계 여러 나라에서 널리 팔리고 있다.
대한민국에서는 현지화 전략으로 2000년 순수100이라는 이름의 생수를 출시하였는데, 다사니 제품 디자인과 비슷하였다. 2009년 5월 제주특별자치도개발공사와 코카콜라음료가 손을 잡아 휘오 제주 V워터 플러스를 출시하였고, 2010년 먹는 샘물 브랜드를 휘오로 통일하여, 휘오 순수라는 이름으로 브랜드를 리뉴얼하였다.

## 같이 보기
- 휘오 순수